# 小行星1651
小行星1651（1651 Behrens）是一颗绕太阳运转的小行星，为主小行星带小行星。该小行星于1936年4月23日发现。
該小行星以德國天文學家約翰·格拉德·貝倫斯（Johann Gerhard Behrens）命名。

## 轨道参数
小行星1651的轨道半长轴为2.1800704 UA，离心率为0.066。